# آویانیدا پارتیدو
آویانیدا پارتیدو (به اسپانیایی: Partido de Avellaneda) یک منطقهٔ مسکونی در آرژانتین است که در استان بوئنوس آیرس واقع شده‌است. آویانیدا پارتیدو ۵۵٫۱۷ کیلومتر مربع مساحت و ۳۴۰٬۹۸۵ نفر جمعیت دارد.